# 聖公會基榮小學
聖公會基榮小學（英語：SKH Kei Wing Primary School）是香港聖公會於1968年創立的一所資助男女小學，校址位於香港九龍旺角荔枝角道，佔地約1,650平方米。

## 校政管理

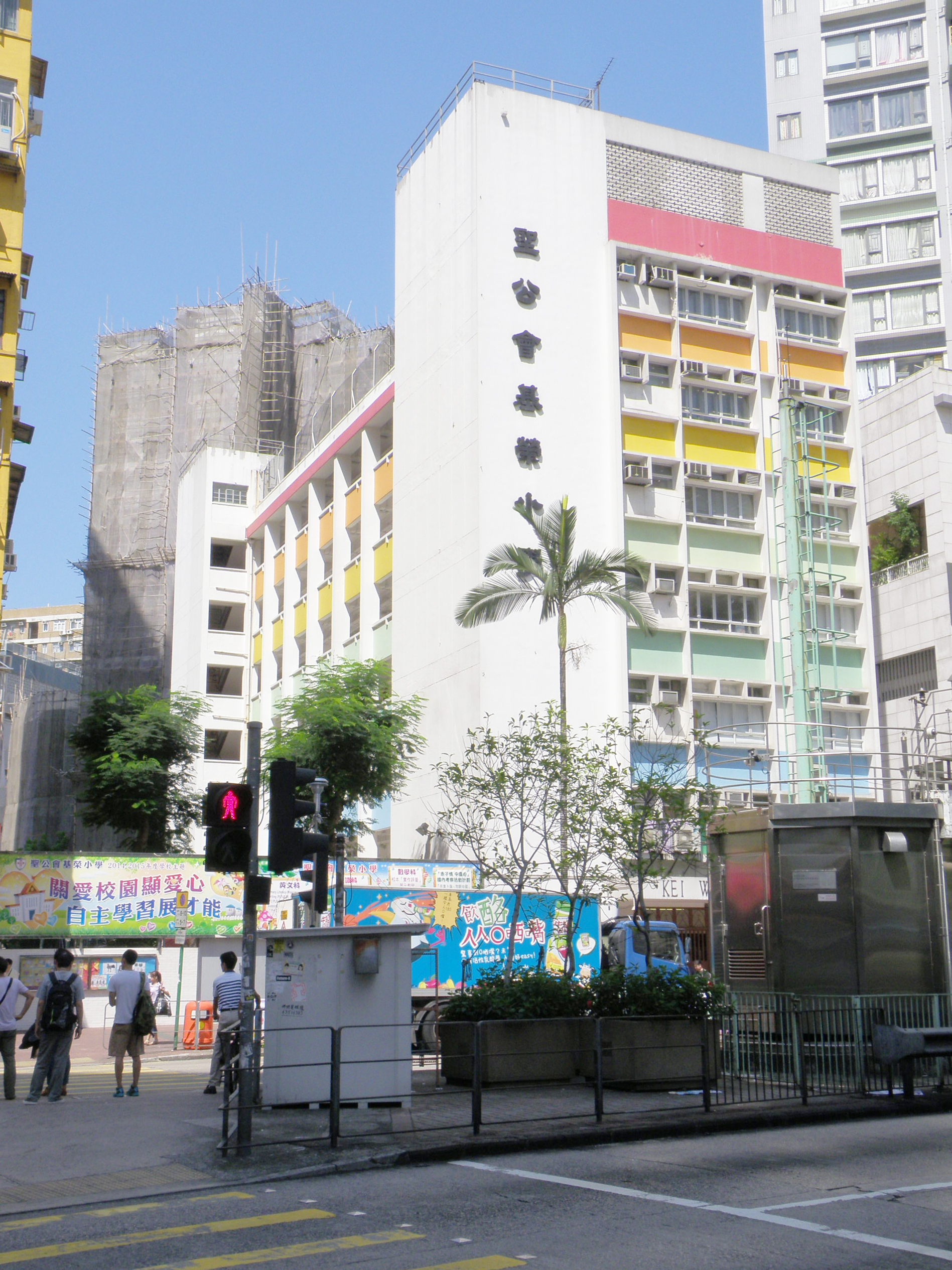
聖公會基榮小學校舍外觀

### 歷任校監
- 葉智 牧師[2]
- 周岐伯 先生[3]
- 鄭嘉莉 女士
- 范晋豪 牧師[1]

### 歷任校長
- 張耀德 先生
- 曾金發 先生
- 蘇小平 先生
- 劉德榮 先生（上午校）[3][4]
- 王雲珠 女士（下午校）[5]
- 2001年至2014年：陳敏鸞 女士[6]
- 2014年至2016年：梅潔玲 女士
- 2017年至2021年：許穎芬 女士[1]
- 2021年至2025年：黃冠華 先生

### 歷任副校長
- 梁真真 女士[7]
- 伍麗瑜 女士
- 李小萍 女士
- 許穎芬 女士
- 戴秋霞 女士
- 葉惠卿 女士
- 朱明智 先生

## 辦學宗旨
聖公會基榮小學秉承聖公會辦學的理念，以基督教的核心價值培育下一代，並實踐基督教全人教育的理想。

## 學校歷史
香港聖公會於1968年為紀念耶穌基督升天而創立聖公會基榮小學。，是聖公會在香港辦理的第28間學校。學校校舍由貸款和政府補助72萬6000元興建而成，於1969年5月邀請聖公會港澳教區第八任主教白約翰會督主持獻校禮和時任教育司憲簡乃傑爵士主持揭幕儀式。在創校初年，聖公會基榮小學的上、下午部開辦共二十八班小一至小四年級，1970年再擴展至合共四十八班。後來在2006年9月，該校的上午部留在現址開辦全日制小學。而下午校則與聖公會聖多馬小學的下午部合併成為聖公會聖安德烈小學。2018年，聖公會基榮小學邀請前中國乒乓球國家隊隊員沈文擔任教練，培訓學校的乒乓球校隊。

## 著名/傑出校友
- 陳桂瓊（1975年）：前保良局陸慶濤小學校長[12]
- 陳偉達（1983年下午校）：1998年亞洲運動會桌球團體賽金牌得主
- 李東杰（1984年）：已故亞洲電視新聞部首席攝影記者
- 李剛（1984年）：建築信息模擬 (BIM) 諮詢公司香港互聯立方 (isBIM) 行政總裁
- 伍仲衡（1985年上午校）：香港音樂製作人[13]
- 鄭保瑞（1985年下午校）：香港電影導演[14]
- 李凱傑（1999年）：香港男配音員
- 祝紫嫣（2003年）：香港電影導演、編劇、演員[15]

## 外部連結
- 聖公會基榮小學校網 （页面存档备份，存于）